# Ардашир II
Ардашир II (перс. اردشیر دوم, д/н — 383) — шахиншах Ірану в 379-383.

## Життєпис
Походив з династії Сасанідів. Син Ормізда II, шахиншаха Ірану. Про молоді роки нічого невідомо. Після смерті батька у 309, незважаючи на права на трон, поступився ним молодшому брату Шапуру, який став шахом.
У 344—376 обіймав посаду сатрапа Адіабени.
У 363 очолював війська в Мідії та Межиріччі під час вторгнення римлян на чолі із імператором Юліаном.
У 376—379 був сатрапом Кушаншахра.
У 379 після смерті брата-шаха стає новим володарем Сасанідської держави. За свою доброзичливість та справедливість отримав від підданих прізвисько Ніхукар, тобто «благочестивий». За повідомленнями, під час свого правління скасував податки на 10 років для простолюдинів. Водночас намагався приборкати земельну аристократію.
У 379 скористався боротьбою за владу у Вірменії, втрутився у справи цієї країни, посадивши на трон Зармандухт, удову царя Папа. Втім це призвело до сутички з Римською імперією. Не бажаючи ризикувати, розпочав перемовини з імператором Феодосієм I, схваливши в цілому угоду щодо розділу Вірменії, але Ардашир II раптово помер, не встигши її підписати.
У 383 Ардашира II була повалено внаслідок змови вищої знаті. Новим шахом став небіж Шапур III.

## Родина
- донька Зруандухт, дружина Хосрова IV, царя Вірменії